# Грин, Элис
Элис Нора Гертруда Грин (англ. Alice Norah Gertrude Greene; 15 октября 1879 ― 26 октября 1956 года) ― теннисистка из Великобритании. В некоторых источниках её имя указывается как «Анджела Грин». Завоевала серебряную медаль на летних Олимпийских играх 1908 в Лондоне.

## Ранняя жизнь
Элис Грин родилась в городе Аптон, графство Нортгемптоншир 15 октября 1879 года, в семье Ричарда и Эммы Грин. Отец её был врачом и смотрителем Дома для душевнобольных графства Нортгемптоншир в Аптоне.

## Теннис
В октябре 1907 года на соревнованиях Чемпионата по теннису на крытых кортах в Лондоне при Королевском клубе Грин одержала победу в одиночном зачёте.
Грин принимала участие в летних Олимпийских играх 1908 года в Лондоне и завоевала серебряную медаль в женском одиночном зальном турнире. Грин также заняла пятое место в одиночном турнире (на траве). Помимо тенниса, Элис также играла в хоккей на траве, причём выступала на соревнованиях международного уровня.

## Поздняя жизнь
Грин в последние годы жизни перебралась на остров Джерси, где она и скончалась 26 октября 1956 года.
В 2010 году её Олимпийские медали были проданы с аукциона.